# جان همیلتون (بازیگر)
جان همیلتون (انگلیسی: John Hamilton; ۱۶ ژانویهٔ ۱۸۸۷ – ۱۵ اکتبر ۱۹۵۸) هنرپیشه، کارگردان فیلم، ترانه‌سرا، و فیلم‌نامه‌نویس اهل ایالات متحده آمریکا بود.

## گزیده فیلم‌شناسی
از فیلم‌ها یا برنامه‌های تلویزیونی که وی در آن نقش داشته‌است می‌توان به آثار زیر اشاره کرد.
- سیر در عرش (۱۹۳۷)
- نمی‌توانی این را با خودت ببری (۱۹۳۸)
- شهرک پسرها (۱۹۳۸)
- فرشتگانی با چهره‌های کثیف (۱۹۳۸)
- اعترافات یک جاسوس نازی (۱۹۳۹)
- دهه پرشور بیست (۱۹۳۹)
- ملاقات با جان دو (۱۹۴۱)
- شاهین مالت (۱۹۴۱)
- تنسی جانسون (۱۹۴۲)
- احمق آمریکایی خوش‌تیپ (۱۹۴۲)
- ویلسون (۱۹۴۴)
- زندگی پنهان والتر میتی (۱۹۴۷)
- کانادا پسیفیک (۱۹۴۹)
- یانکی باشکوه (۱۹۵۰)